# Vallachira
Vallachira è una suddivisione dell'India, classificata come census town, di 13.443 abitanti, situata nel distretto di Thrissur, nello stato federato del Kerala. In base al numero di abitanti la città rientra nella classe IV (da 10.000 a 19.999 persone).

## Geografia fisica
La città è situata a 10° 27' 09 N e 76° 13' 50 E.

## Società

### Evoluzione demografica
Al censimento del 2001 la popolazione di Vallachira assommava a 13.443 persone, delle quali 6.542 maschi e 6.901 femmine. I bambini di età inferiore o uguale ai sei anni assommavano a 1.458, dei quali 737 maschi e 721 femmine. Infine, coloro che erano in grado di saper almeno leggere e scrivere erano 11.159, dei quali 5.591 maschi e 5.568 femmine.